# Markus Becht
Markus Becht (* 27. November 1971 in Groß-Gerau) ist ein deutscher Bodybuilder.
Er ist 1,72 m groß und sein Gewicht beträgt bis zu 130 kg (off-season) bzw. 100 kg im Wettkampf.
Der gelernte Groß- und Außenhandelskaufmann begann mit dem Bodybuilding mit siebzehneinhalb Jahren in Griesheim.
Im Jahr 2004 lernte er seine heutige Frau kennen.
Da sie in der Pfalz Inhaberin eines Frauenfitnessstudios ist, zog Markus zu ihr und machte sich im selben Gebäude mit einem Sonnenstudio selbständig, in dem er auch einen kleinen Bodyshop betreibt. Neben seiner Karriere als aktiver Wettkampfsportler, engagiert er sich auch im organisatorischen Bereich als erster Vorsitzender des Hessischen Bodybuilding- und Kraftsportverbandes.

## Wettbewerbe
- Newcomer 1996: 2. Platz
- Heavy Weight Cup 2003: 1. Platz
- Heavy Weight Cup 2004: 2. Platz
- Hessen/RLP 2004 Männer 4: 1. Platz
- Amateur Grand Prix: 3. Platz
- Heavy Weight Cup 2005: 1. Platz
- Hessen/RLP 2005 Männer 4: 2. Platz
- Deutsche Meisterschaft 2005: 3. Platz
- BXI 3. Oktober 2007: 12. Platz
- WM-Quali 2007: 1. Platz
- WM bis 100 kg in Südkorea 2007: 3. Platz